# Péteri
Péteri är en ort i Ungern.   Den ligger i provinsen Pest, i den centrala delen av landet, 30 km öster om huvudstaden Budapest. Péteri ligger 159 meter över havet och antalet invånare är 1 970.
Terrängen runt Péteri är platt. Runt Péteri är det tätbefolkat, med 331 invånare per kvadratkilometer. Närmaste större samhälle är Budapest XVIII. kerület, 18,5 km väster om Péteri. Trakten runt Péteri består till största delen av jordbruksmark.